# 林郁杰
林郁杰，別名黑傑克，5月3日生，台灣台北市人，自媒體產業發展人物、台灣初代歌唱實況主、玩具蒐藏家、以創業家身份接受過商周、天下、能力雜誌訪問，現為馬來西亞歌手黃明志經紀人，與黃明志共同製作地方觀光MV，為台灣拿下多個國際獎項，過去為選秀節目歌手，曾孵化協助多組KOL，小A辣、林進、王依渟、胖虎、老田並代理海外KOL，英皇娛樂TOYZ、屎萊姆等，製作多個網路音樂節目，提供實況主過萬名就業機會。

## 商業經歷
現任
堅持夢想文創-創辦人、MATE-台灣區KOL戰略夥伴、台灣達人秀-實況顧問、東森集團-社群顧問、亞洲通文創-經紀人、量能文創-社群顧問
前任
RC語音-台灣區運營代理、RED PEOPLE-台灣區代理、COOL JAPAN TV-台灣區KOL戰略夥伴、香港英皇-台灣區KOL戰略夥伴、阿里巴巴-天貓大中華區KOL代理

## 製作經歷
MV參與
【進辣寶貝】我的菜、【胖虎老田】要幹嘛、夫妻臉、玩到瘋掉 、【黃明志】五百、出去走走、中國痛、你不認識我、老人癡愛、玻璃心、胡志明的雨、牆外、揪你出去玩、鬼島、你是我的青春、笑著回家、金牛、小鮮肉變成男子漢、我是一隻牛、兩隻老虎、唯一的唯一的唯一、怎麼辦、流浪狗、買包包換鮑鮑、一起飆高音、不要去CLUB、Hello Hater、一萬個開心的理由
、【朱主爱】莫名奇妙愛上你 、寶島漫波、【蕭小M】你不紅
節目製作
AmoiAmoi 女團、秘密基地桌遊TIME、當我們喇再一起、百赞百胜、崎MO集赞、霏妮不可
實況製作
將軍吼演唱會、華人星光大道網路海選 、南拳媽媽亞洲徵選會、林俊傑個人粉絲會、蕭敬騰全民快打記者會、吳克群曹操之野望記者會

## 參與製作獎項
| 年份 | 典禮名稱                                    | 入圍獎項                                                                     | 入圍作品                           | 結果 |
| ---- | ------------------------------------------- | ---------------------------------------------------------------------------- | ---------------------------------- | ---- |
| 2023 | 美國泰利獎Telly Awards                      | 網絡：最佳MV（金獎）Online: General-Music Video (Gold)                       | 【809000】                         | 獲獎 |
| 2023 | 美國泰利獎Telly Awards                      | 網絡：最佳導演（銀獎）Online: Craft-Directing (Silver)                       | 【809000】                         | 獲獎 |
| 2023 | 美國泰利獎Telly Awards                      | 非廣播類：最佳導演（金獎）Non-Broadcast: Craft-Directing (Gold)              | 【偷偷 Secret Live】               | 獲獎 |
| 2023 | 美國泰利獎Telly Awards                      | 非廣播類：最佳角色設計（銅獎）Non-Broadcast: Craft-Character Design (Bronze) | 【偷偷 Secret Live】               | 獲獎 |
| 2022 | 匈牙利IMVA International Music Video Awards | The Best Pop MV 最佳流行MV                                                   | 牆外《The Wall》                   | 獲獎 |
| 2022 | 匈牙利IMVA International Music Video Awards | The Best Hip Hop MV 最佳嘻哈MV                                               | 笑著回家《Return With A Smile》    | 獲獎 |
| 2022 | 匈牙利IMVA International Music Video Awards | The Best Costume 最佳造型設計                                                | 揪你出去玩 《Hang Out & Play Now》 | 獲獎 |
| 2022 | 走鐘獎                                      | 最佳MV                                                                       | 玻璃心 《Fragile》                 | 獲獎 |
| 2022 | 美國泰利獎Telly Awards                      | 電視：最佳攝影（金獎）Television: Craft-Videography/Cinematography (Gold)    | 牆外《The Wall》                   | 獲獎 |
| 2022 | 美國泰利獎Telly Awards                      | 電視：最佳導演（銀獎）Television: Craft-Directing (Silver)                   | 牆外《The Wall》                   | 獲獎 |
| 2022 | 美國泰利獎Telly Awards                      | 電視：最佳剪輯（銀獎）Television: Craft-Editing (Silver)                     | 牆外《The Wall》                   | 獲獎 |
| 2022 | 美國泰利獎Telly Awards                      | 電視：最佳MV（銅獎）Television: General-Music Video (Bronze)                 | 牆外《The Wall》                   | 獲獎 |
| 2022 | 美國泰利獎Telly Awards                      | 網路：最佳攝影（銀獎）Online: Craft-Videography/Cinematography (Silver)      | 牆外《The Wall》                   | 獲獎 |
| 2022 | 美國泰利獎Telly Awards                      | 網路：最佳剪輯（銀獎）Online: Craft-Editing (Silver)                         | 牆外《The Wall》                   | 獲獎 |
| 2022 | 美國泰利獎Telly Awards                      | 網路：最佳MV（銅獎）Online: General-Music Video (Bronze)                     | 牆外《The Wall》                   | 獲獎 |
| 2022 | 美國泰利獎Telly Awards                      | 網路：最佳導演（銅獎）Online: Craft-Directing (Bronze)                       | 牆外《The Wall》                   | 獲獎 |
| 2022 | 美國泰利獎Telly Awards                      | 電視：最佳導演（銀獎）Television: Craft-Directing (Silver)                   | 揪你出去玩 《Hang Out & Play Now》 | 獲獎 |
| 2022 | 美國泰利獎Telly Awards                      | 電視：最佳攝影（銀獎）Television: Craft-Videography/Cinematography (Silver)  | 揪你出去玩 《Hang Out & Play Now》 | 獲獎 |
| 2022 | 美國泰利獎Telly Awards                      | 電視：最佳MV（銅獎）Television: General-Music Video (Bronze)                 | 揪你出去玩 《Hang Out & Play Now》 | 獲獎 |
| 2022 | 美國泰利獎Telly Awards                      |                                                                              | 揪你出去玩 《Hang Out & Play Now》 | 獲獎 |
| 2022 | 美國泰利獎Telly Awards                      | 網路：最佳導演（銅獎）Online: Craft-Directing (Bronze)                       | 揪你出去玩 《Hang Out & Play Now》 | 獲獎 |
| 2021 | 瑞典電影獎                                  | 音樂錄影帶最佳攝影(金獎)                                                     | 中國痛《China Reggaeton》          | 獲獎 |
| 2021 | 德國慕尼黑音樂錄影帶獎                      | 最佳攝影榮譽獎                                                               | 中國痛《China Reggaeton》          | 獲獎 |
| 2021 | 走鐘獎                                      | 最佳MV                                                                       | 出去走走 《Getaway to Kaohsiung》  | 獲獎 |
| 2021 | 美國泰利獎Telly Awards                      | 網路：最佳MV獎(銀獎)Online: General-Music Video (Silver)                     | 你不認識我《You Don't Know Me》    | 獲獎 |
| 2021 | 美國泰利獎Telly Awards                      | 電視：最佳MV獎(銅獎)Television: General-Music Video (Bronze)                 | 你不認識我《You Don't Know Me》    | 獲獎 |
| 2021 | 美國泰利獎Telly Awards                      | 網路：最佳MV獎(銀獎)Online: General-Music Video (Silver)                     | 老人癡愛《Alzheimer's Love》       | 獲獎 |
| 2020 | 美國洛杉磯ARPA國際影展                      | 最佳年度MV獎 BEST MUSIC VIDEO                                                | 出去走走 《Getaway to Kaohsiung》  | 獲獎 |
| 2020 | 美國泰利獎Telly Awards                      | 電視：最佳MV（金獎）Television: General-Music Video (Gold)                   | 出去走走 《Getaway to Kaohsiung》  | 獲獎 |
| 2020 | 美國泰利獎Telly Awards                      | 網路：最佳MV（銀獎）Online: General-Music Video (Silver)                     | 出去走走 《Getaway to Kaohsiung》  | 獲獎 |
| 2017 | YOUTUBE                                     | 年度熱門創作者影片                                                           | 你不紅 (蕭小M版本)                 | 第一 |
| 2014 | YOUTUBE                                     | 年度最佳合作無間獎                                                           | 戀愛不設線                         | 獲獎 |

## 網路爭議
因高雄觀光主題曲：出去走走，被大量網民質疑有政治操作考量，黃明志被出征，對此，林郁傑也在臉書火力全開回嗆，「不要再靠北了，因為蔡英文沒找我說要合作，阿北行程忙，局長代勞」。他強調，「我說過我們是協助台灣！只要能幫到台灣不分政治我們都努力協助，還有你現在的言論是二分法，跟民主自由扯不上關係，因為你是為反對而反，但我們是包容與尊重。你可以討厭政治人物，但跟你打包票黃明志是不會變的，台灣是他第二個家，我覺得你很不尊重製作團隊跟歌手！民主自由的前提，就是自己要能夠自律。」

## 玩具蒐藏家
曾在YouTube頻道安安邊緣子之單元《憲民來報到》揭露工作室所蒐藏的公仔與藝術品，日系美系與設計師玩具、HOTTOY人偶都有大量涉略，有眾多限定品，大量日本藝術家rockin' jelly bean作品，早期也常製作影片介紹靠邊走藝術公司所舉辦的展覽，推廣玩具設計師。
1. ↑  中時新聞網. . 中時新聞網.   [2022-08-12]. （原始内容存档于2022-08-18） （中文（臺灣））.
2. 1 2  伍, 芬婕. . 天下雜誌. 天下雜誌. 2018-03-26.
3. ↑  . store.cpc.org.tw.   [2022-08-12]. （原始内容存档于2022-01-25）.
4. ↑  . www.mirrormedia.mg.   [2022-07-15]. （原始内容存档于2022-07-15） （英语）.
5. ↑  自由時報電子報. . 自由時報電子報. 2011-05-18  [2022-08-12]. （原始内容存档于2022-08-18） （中文（臺灣））.
6. ↑  自由時報電子報. . 自由時報電子報. 2018-07-06  [2022-08-12]. （原始内容存档于2022-08-18）.
7. ↑  . 三嘻行動哇 Yipee!. 2014-07-29  [2022-08-12] （中文（臺灣））.
8. ↑  . style.yahoo.com.tw.   [2022-07-14] （中文（臺灣））.
9. ↑  ,   [2022-07-16], （原始内容存档于2022-07-16） （中文（中国大陆））
10. ↑  ,   [2022-07-16], （原始内容存档于2022-07-16） （中文（简体）） 外部链接存在于|title= (帮助)